# برايان كريستوفر
برايان كريستوفر (بالإنجليزية: Brian Christopher)‏ هو لاعب اللاكروس أمريكي، ولد في 2 مارس 1987.